# Great Lakes Valley Conference (pallavolo maschile)
La Great Lakes Valley Conference (GLVC) è una delle 9 conference di pallavolo maschile affiliate alla NCAA Division I. La GLVC è un membro della NCAA Division II, ma il campionato di pallavolo maschile NCAA di massimo livello è aperto ai membri di entrambe le Divisioni I e II.

## Storia
Il 25 luglio 2024 la Great Lakes Valley Conference annuncia di aver aggiunto la pallavolo maschile tra i propri sport a partire dall'annata sportiva 2025-26.

## Squadre
| Squadra                               | Sede             | Stato           | Fondazione | Soprannome | Affiliazione |
| ------------------------------------- | ---------------- | --------------- | ---------- | ---------- | ------------ |
| Jamestown                             | Jamestown        | Dakota del Nord | 2020       | Jimmies    | 2026         |
| Template:Volley UNI Maryville         | Town and Country | Missouri        | 2022       | Saints     | 2026         |
| Template:Volley UNI Missouri S&T      | Rolla            | Missouri        | 2023       | Miners     | 2026         |
| Quincy                                | Quincy           | Illinois        | 1994       | Hawks      | 2026         |
| Template:Volley UNI Rockhurst         | Kansas City      | Missouri        | 2025       | Hawks      | 2026         |
| Template:Volley UNI Roosevelt         | Chicago          | Illinois        | 2021       | Lakers     | 2026         |
| Template:Volley UNI Southwest Baptist | Bolivar          | Missouri        | 2026       | Bearcats   | 2026         |
| Thomas More                           | Crestview Hills  | Kentucky        | 2019       | Saints     | 2026         |

## Arene
| Squadre                               | Arene                     | Capacità |
| ------------------------------------- | ------------------------- | -------- |
| Jamestown                             | Harold Newman Arena       | 2 000    |
| Template:Volley UNI Maryville         | Moloney Arena             | 2 000    |
| Template:Volley UNI Missouri S&T      | Gibson Arena              | 4 000    |
| Quincy                                | Pepsi Arena               | 2 000    |
| Template:Volley UNI Rockhurst         | Mason-Halpin Field House  | 1 500    |
| Template:Volley UNI Roosevelt         | Goodman Center            | 500      |
| Template:Volley UNI Southwest Baptist | John Q. Hammons Court     | 2 925    |
| Thomas More                           | Connor Convocation Center | 1 200    |